# Joachim Wendt
Joachim "Benny" Wendt (* 18. prosince 1962 Spittal an der Drau, Rakousko) je bývalý rakouský sportovní šermíř, který se specializoval na šerm fleretem. Rakousko reprezentoval v osmdesátých a devadesátých letech. Na olympijských hrách startoval v roce 1984, 1988, 1992, 1996 a 2000 v soutěži jednotlivců a družstev. V roce 1993 získal titul mistra Evropy v soutěži jednotlivců. S rakouským družstvem fleretistů vybojoval druhé (2000) a třetí (1998) místa na mistrovství Evropy.